# هرب وولمر
هرب وولمر (انگلیسی: Herbert "Herb" Eberhard Jordan Vollmer؛ ۱۵ فوریهٔ ۱۸۹۵ – ۸ نوامبر ۱۹۶۱) بازیکن واترپلو اهل ایالات متحده آمریکا بود.  
وی در مسابقات کشوری و بین‌المللی در مجموع برندهٔ ۱ مدال برنز شده‌است.